# Грасобио
Грасо̀био (на италиански: Grassobbio; на ломбардски: Grahobe, Грахобе) е градче и община в Северна Италия, провинция Бергамо, регион Ломбардия. Разположено е на 225 m надморска височина. Населението на общината е 6406 души (към 2017 г.).